# René Thom
Pour les articles homonymes, voir Thom.
René Thom, né à Montbéliard le 2 septembre 1923 et mort à Bures-sur-Yvette le 25 octobre 2002, est un mathématicien et épistémologue français, fondateur de la théorie des catastrophes. Il reçut la médaille Fields en 1958.
Il est le père de l'historienne et soviétologue Françoise Thom.
Parmi les continuateurs des travaux de René Thom figure Erik Christopher Zeeman.

## Biographie

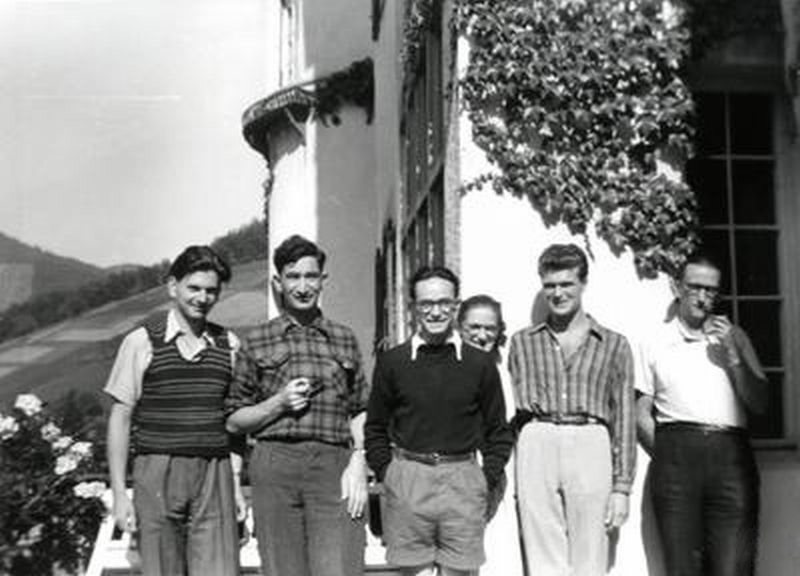
de gauche à droite:René Thom, Jean Arbault, Jean-Pierre Serre, Josiane Serre, Jean Braconnier, Georges Reeb, à l'Institut de recherches mathématiques d'Oberwolfach en 1949

Fils d'un épicier, René Thom fait ses études au lycée Saint-Louis, puis à l'École normale supérieure (promotion 1943 Sciences).
À Strasbourg, en 1946, avec Henri Cartan, il commence à étudier les travaux de Kiyoshi Oka.
Il participe aussi, en 1946, à un séminaire organisé par Charles Ehresmann qui l'introduira aux « notions les plus importantes de la topologie algébrique ».
Le premier travail de René Thom a été une systématisation de la théorie de Morse. Agrégé de mathématiques en 1946, il obtient son doctorat à Paris en 1951, sous la direction d'Henri Cartan.
Il a été boursier au Princeton University Graduate College (en) en 1951-1952. Maître de conférences à la Faculté des Sciences de Grenoble en 1953, puis Maître de conférences, et professeur à la Faculté des Sciences de Strasbourg de 1954 à 1963.
Il résout le problème du cobordisme en 1954 (travaux pour lesquels il recevra la médaille Fields en 1958).
Il devient par la suite professeur permanent à l'Institut des hautes études scientifiques de 1963 à 1990, nommé professeur émérite en 1988.
C'est en 1966 qu'il donne (un peu empiriquement) la liste des 7 singularités qui apparaissent avec un déploiement de dimension inférieure ou égale à 4.
C'est aussi à partir de ce moment-là qu'il se désintéresse un peu des mathématiques (pour s'engager dans la théorie des catastrophes).
Bien qu'il soit connu pour son développement de la théorie des catastrophes entre 1968 et 1972, il reçoit la médaille Fields en 1958 pour des travaux antérieurs sur la topologie différentielle, en particulier la théorie du cobordisme. Il est élu membre de l'Académie des sciences en 1976.
Il est notamment l'auteur de Stabilité structurelle et morphogénèse, ouvrage destiné à présenter au grand public la théorie des catastrophes en termes simples (avec quelques formules tout de même).
René Thom sera un des directeurs du Séminaire de philosophie et mathématiques, créé en 1972 à l'école normale supérieure, qui a pour objet la confrontation des idées vivantes sur les rapports entre la philosophie et les mathématiques. Par son approche multidisciplinaire des problématiques, René Thom est, avec Gilles Gaston Granger et Jules Vuillemin, un des plus grands épistémologues français du XXe siècle.
Il sera aussi un des présidents de la Fondation Louis-de-Broglie, créée en 1973 au Conservatoire national des arts et métiers, qui a pour objet la recherche fondamentale en physique.
Ami de François Le Lionnais, il est l'invité d'honneur de l'Oulipo en 1973.
Dans un entretien en 1978 avec Jean Petitot-Cocorda, Jean-Claude Milner, Antoine Culioli, Jean-Pierre Desclès, Jacques-Alain Miller et Jacques Lacan, René Thom engage un échange sur l'origine des structures syntaxiques. Il soutient : "Ce qui fait que lorsqu'on parle d'intentionnalité du psychisme à l'égard de l'objet, il ne faut pas seulement penser à l'intention du sujet vis-à-vis de l'objet. Il faut aussi penser que, dans son identification à l'objet, le sujet lui confère une certaine intentionnalité. Autrement dit, il y a non seulement intentionnalité du sujet, mais intentionnalité conférée à l'objet. Je suis tenté de croire que l'aspect fondamental de la signification est celui-là: l'identification du sujet avec une forme extérieure." Ainsi, le langage "en usage normal" n'est pas ambigu puisque "à l'intérieur d'une même communauté linguistique émission et réception fonctionnent de manière duale". Antoine Culioli lui donnera la réplique en précisant que "l'émetteur étant son propre récepteur, il va y avoir un brouillage".
Il eut, sur la complexe question de la morphogénèse, un stimulant mais vif et contradictoire débat avec le biologiste Antoine Danchin (né en 1944) dont on retrouve l'écho dans l'important recueil de textes (notamment pp. 618 et suiv.) paru sous le titre Apologie du logos, éditions Hachette, 1990.
Il a consacré la suite de sa vie scientifique à l'étude de la biologie théorique et surtout à la philosophie d’Aristote.

## Topologie différentielle
La topologie différentielle est une branche des mathématiques qui étudie les propriétés des variétés différentielles à partir de celles des fonctions différentiables à valeurs dans des variétés différentielles.
Théorème de Thom - Si deux variétés différentielles de même dimension ont mêmes nombres de Stiefel-Whitney, alors elles sont cobordantes.

## Distinctions
- Médaille Fields en 1958.
- Prix des Laboratoires de l'Académie des Sciences (1962).
- Médaille L.E.J. Brouwer de l'Académie des Sciences des Pays-Bas (1970).
- Grand Prix des Sciences Mathématiques et Physiques attribué par l'Académie des Sciences de Paris (1971).
- Grand Prix Scientifique de la Ville de Paris (1974).
- Conférence von Neumann (1976).
- Prix "Science et Art" de LVMH.
- Grande Croix de l'ordre du mérite scientifique du Brésil (1995).
- Docteur Honoris Causa des Universités de Warwick, Grande-Bretagne (1970), de Tübingen, Allemagne (1976), de Nimègue, Pays-Bas (1983), et de San Sebastian, Espagne (1993).
- Chevalier de la Légion d'Honneur et Commandeur de l'ordre national du Mérite.

René Thom était membre titulaire de l'Académie des Sciences de Paris (1976), membre correspondant de l'Academia Brasileira de Ciencias (1967), membre étranger de l'American Academy of Arts and Sciences (1975), membre de la Deutsche Akademie der Naturforscher Leopoldina (1978), membre titulaire de l'Académie Internationale de Philosophie des Sciences de Bruxelles (1978), membre de l'Académie Polonaise des Sciences (1988).
René Thom a présidé la Fondation Louis de Broglie de 1991 à 2000.

## Hommages
Salvador Dalí présenta deux hommages à René Thom, l'une à sa théorie dans La Queue d'aronde, l'autre dans l'Enlèvement topologique d'Europe.

## Postérité philosophique
Jean Petitot présenta la pensée de René Thom au séminaire du Collège de France sur L’Identité organisé par Claude Lévi-Strauss. Cocorda, dans son exposé Identité et catastrophes - topologie de la différence, a notamment essayé de reprendre les travaux de Thom, pour traiter de l'identité topologique, afin d'expliquer la différence comme événement idéel. Il mobilise notamment la théorie des catastrophes élémentaires et le cusp afin d'expliquer la dynamique du système linguistique et du fonctionnement de l'inconscient (Lacanien).

## Publications
- Espaces fibrés en sphères et carrés de Steenrod, Annales scientifiques de l'École normale supérieure (3), 69, (1952), 109–182.
- Quelques propriétés globales des variétés différentiables, Commentarii mathematici Helvetici, 28, (1954), 17–86.
- Ensembles et morphismes stratifiés, Bulletin of the American Mathematical Society, 75, (1969), 240–284.
- Stabilité structurelle et morphogenèse, InterÉditions, Paris, 1972 ; 1977  (ISBN 2-7296-0081-7)
- Modèles mathématiques de la morphogénèse, 320 pages, Collection 10-18, Union générale d'éditions, Paris, 1974
  - Recueil de 14 textes, certains parus antérieurement dans des revues.
- Morphogénèse et imaginaire, avec Claire Lejeune et Jean-Pierre Duport, CIRCÉ, Série Méthodologie de l'imaginaire 8-9, 1978,  (ISBN 2-256-90794-5)
- Paraboles et catastrophes, Flammarion, Paris, 1983
- « Esquisse d'une sémiophysique : Physique aristotélicienne et théorie des catastrophes », InterÉditions, Paris, 1989.
- Apologie du logos, Hachette, Paris, 1990
- Prédire n'est pas expliquer, avec Émile Noël, Flammarion, Paris, 1993  (ISBN 2080812882)
- Pour une théorie de la morphogénèse (chapitre 14, pages 174 à 188) dans Les sciences de la forme aujourd'hui, Seuil, Paris, 1994
- Les chemins du sens à travers les sciences, in : Michel Cazenave (sous la direction de), Science et symboles. Les voies de la connaissance. Colloque de Tsukuba, Éditions Albin Michel, Paris, 1986. pp. 361-370  (ISBN 978-2226025449)

#### Bases de données et dictionnaires
- Ressources relatives à la recherche :   - Digital Bibliography & Library Project
  - La France savante
  - Mathematics Genealogy Project
  - Persée
  - Scopus
- Ressource relative aux beaux-arts :   - Union List of Artist Names
- Notices dans des dictionnaires ou encyclopédies généralistes :   - Britannica
  - Brockhaus
  - Den Store Danske Encyklopædi
  - Deutsche Biographie
  - Enciclopedia italiana
  - Enciclopedia De Agostini
  - Gran Enciclopèdia Catalana
  - Hrvatska Enciklopedija
  - Internetowa encyklopedia PWN
  - Nationalencyklopedin
  - Store norske leksikon
  - Treccani
  - Universalis
  - Visuotinė lietuvių enciklopedija
- Notices d'autorité :   - VIAF
  - ISNI
  - BnF (données)
  - IdRef
  - LCCN
  - GND
  - Italie
  - Japon
  - CiNii
  - Espagne
  - Belgique
  - Pays-Bas
  - Pologne
  - Israël
  - NUKAT
  - Catalogne
  - Canada
  - Australie